# Kunstverein Erlangen
Der Kunstverein Erlangen e.V. (kurz KVE) ist ein gemeinnütziger Verein mit Sitz in Erlangen, der sich der Vermittlung zeitgenössischer Kunst widmet, indem Wechselausstellungen in einer eigenen Galerie gezeigt werden.
Seit seiner Gründung im Jahr 1904 engagiert sich der Verein für die Präsentation, Vermittlung und Unterstützung aktueller künstlerischer Positionen und zählt heute zu den etablierten Kunstvereinen in Bayern. Der Verein hat derzeit etwa 500 Mitglieder. Er gehört der Arbeitsgemeinschaft Deutscher Kunstvereine (ADKV) an.

## Geschichte

### Gründung und frühe Jahre (1904–1933)
Der Kunstverein Erlangen wurde im Jahr 1904 gegründet und gehört zu den ältesten Kunstvereinen Bayerns. Wie viele Kunstvereine im Deutschen Kaiserreich entstand er aus dem Wunsch heraus, zeitgenössische Kunst zu fördern und einem breiten Publikum zugänglich zu machen.
In den 1920er-Jahren präsentierte der Kunstverein Werke moderner Künstler wie Paul Klee, Emil Nolde, Max Pechstein, Oskar Kokoschka, Käthe Kollwitz und Max Beckmann. Zwischen 1922 und 1924 fanden vielbeachtete Ausstellungen statt, die unter anderem Federzeichnungen von Heinrich Vogeler sowie Werke von Max Liebermann, Erich Heckel, Karl Schmidt-Rottluff und Christian Rohlfs zeigten.
Neben der Präsentation überregional bedeutender Kunstströmungen boten insbesondere die Weihnachtsausstellungen eine Plattform für regionale Kunstschaffende.
1989 initiierte der Kunstverein die Gründung des Fördervereins Kunstmuseum Erlangen, aus dem später das eigenständige und mittlerweile städtische Kunstmuseum Erlangen hervorging.

### Der Kunstverein Erlangen während der Zeit des Nationalsozialismus (1933–1945)
Nach der Machtergreifung der Nationalsozialisten im Jahr 1933 unterstand der Kunstverein Erlangen der Reichskulturkammer, die eine Gleichschaltung der Kunst- und Kulturbetriebe durchsetzte. Die zuvor gezeigten Werke moderner Künstler wurden als „entartet“ eingestuft und entfernt.
Die Gleichschaltung des Vereins erfolgte unter der Leitung des Psychiaters Hermann O. J. Müller. Unter seiner Leitung wurde in Erlangen die sogenannte „Mannheimer Schreckenskammer entarteter Kunst“ gezeigt – eine Ausstellung, die moderne Kunst diffamierte und Teil der nationalsozialistischen Kulturpolitik war. Diese Ausstellung gilt als eine der frühesten deutschlandweiten Vorreitermodelle für die spätere Kampagne gegen Entartete Kunst.
Christian Kazner war während der NS-Zeit im Kunstverein aktiv und trug nach 1945 zur Wiederaufnahme der Vereinstätigkeit bei. Die genaue Bedeutung seines Wirkens in dieser Zeit ist noch nicht abschließend erforscht.
Nach dem Zweiten Weltkrieg versuchte der Kunstverein eine Rückbesinnung auf die unterbrochene Tradition der modernen Kunst. Am 9. September 1945 wurde mit der „Erlanger Herbstausstellung für bildende Kunst“ eine Kunstausstellung eröffnet, die verfemte Künstler zeigte. Allerdings kann diese Ausstellung nicht als eigentliche Produktion des Kunstvereins bezeichnet werden.

## Gegenwart
Der Kunstverein Erlangen organisiert in der durch ihn betriebenen Galerie ein vielseitiges Ausstellungsprogramm mit Einzel- und Gruppenausstellungen, die einen Querschnitt aktueller künstlerischer Strömungen abbilden. Neben regionalen Positionen präsentiert der Verein auch überregionale und internationale Kunstschaffende.
Zudem engagiert sich der Verein in der Kunstvermittlung, organisiert Künstlergespräche, Vorträge und Workshops und fördert den Austausch zwischen Kunst und Gesellschaft.

## Zusammenarbeit und Vernetzung
Der Kunstverein Erlangen kooperiert mit Museen, Galerien sowie weiteren kulturellen und Bildungseinrichtungen, wie der Akademie der Bildenden Künste Nürnberg, um den Dialog über zeitgenössische Kunst zu fördern. Neben dem Ausstellungsprogramm organisiert der Verein regelmäßig Exkursionen zu bedeutenden Kunstausstellungen im süddeutschen Raum.

## Ausstellungsformate und Preise
Der Kunstverein Erlangen präsentiert jährlich einen Herbstsalon, eine jurierte Mitgliederausstellung, in der zeitgenössische Werke der Vereinsmitglieder in wechselnden Räumlichkeiten (z. B. im Kunstpalais oder Kunstmuseum Erlangen) gezeigt werden. Ergänzend dazu verleiht der Verein seit 2009 den VR‑Kunstpreis, der Nachwuchskünstlerinnen und -künstler aus der Metropolregion für innovative künstlerische Ansätze auszeichnet und ihnen eine Ausstellungsmöglichkeit bietet.
Darüber hinaus nimmt der Kunstverein seit der 4. Ausgabe kontinuierlich an der Biennale der Zeichnung in der Metropolregion Nürnberg teil.

## Bekannte Mitglieder
- Herbert Bessel (1921–2013)
- Peter Bina (1888–1969), Gründungsmitglied 1930
- Hermann Gradl (1883–1964)
- Otto Grau (1913–1981), Gründungsmitglied 1950
- Friedrich Haack (1868–1935), Vorsitzender[18]:273
- Martha Heubeck (1912–2007), Ehrenmitglied
- Christian Klaiber (1892–1963), Ehrenmitglied 1962
- Eitel Klein (1906–1990)
- Oskar Koller (1925–2004)
- Gudrun Kunstmann (1917–1994)
- Otto Meister (1892–1959), Gründungsmitglied 1950
- Dore Meyer-Vax (1908–1980)
- Hermann Müller (1885–1945), Vorsitzender[18]
- Hella Rossner-Boehnlein (* 1922)
- Rudolf Schiestl (1878–1931)
- Peter Thiele (* 1938)
- Konrad Volkert (1906–1999)
- Georg Weidenbacher (1905–1984)
- Hermann Wilhelm (1897–1970), Ehrenmitglied 1962
- Hermann Wintz (1887–1947)[18]:274

## Publikationen
- Helmut Haunstein (Hrsg.): 100 Jahre Kunstverein Erlangen: Beiträge zur fränkischen Kunstgeschichte 1904–2004, Kunstverein Erlangen, 2004, Booklooker.
- Peter Wagensonner: Lebensbäume_Lebensräume, Kunstverein Erlangen, 2007, ISBN 978-3-938903-11-7, Details auf der Website von Peter Wagensonner.
- Hans Barthelmeß (1887–1916): Ein Künstler am Beginn der Moderne, Kunstverein Erlangen, 2016, ISBN 978-3-930035-22-9.
- Künstler zu Konfuzius: Ausstellung anlässlich des zehnjährigen Jubiläums des Konfuzius-Instituts Nürnberg-Erlangen, Kunstverein Erlangen, 2018, ISBN 978-3-0005-2458-5.
- Bernd Nürnberger, Bernd Böhner (Hrsg.): Künstler in Erlangen, Kunstverein Erlangen, 2017, ISBN 978-3-00-058023-9.
- Betreten verboten?, Kunstverein Erlangen, 2013, herausgegeben vom Kulturtransporter Nürnberg, ISBN 978-83-934799-1-7.